# Ninken
Ninken (jap. 仁賢天皇, Ninken-tennō; * 449; † 8. August 498) war laut den Geschichtsbüchern Nihonshoki und Kojiki der 24. Tennō von Japan (488–498), der vermutlich im späten 5. Jahrhundert herrschte. Nach diesen zwei Büchern war sein Eigenname Oke, und er war ein Sohn Prinz Ichinobe no Oshiwas, dessen Vater Kaiser Richū war.
Sein Vater wurde von Kaiser Yūryaku während der Herrschaft Kaiser Ankōs ermordet. Ninken floh mit seinem Bruder Woke von Harima (heute Akashi in der Präfektur Hyōgo) erst nach Tanba (Taniwa), dann nach Akashi. Dort lebten sie unter falschem Namen. Fremden erzählten sie, sie wären „Kinder aus Taniwa“. Als nach dem Tode Kaiser Yūryakus Kaiser Seinei, der dritte Sohn Yūryakus, an die Macht kam, offenbarten sich die Brüder ihrer Umwelt. Weil Kaiser Seinei keine Kinder hatte, nahm er sie als seine Prinzen an und machte Oke zu seinem Kronprinz. Oke verzichtete jedoch auf sein Vorrecht, da es Wokes Idee gewesen war, ihre wahre Identität zu offenbaren, was letztlich zur Adoption durch Kaiser Seinei führte. Somit bestieg Woke den Thron vor ihm.
Ninken hatte einen Sohn, seinen Nachfolger Buretsu. Eine seiner Töchter, Prinzessin Tashiraka heiratete den Kaiser Keitai und wurde die Mutter von Kaiser Kimmei.